# 长跗兰格蛛
长跗兰格蛛（学名：Langerra longicymbium）为跳蛛科兰格蛛属的动物。在中国大陆，分布于海南等地。该物种的模式产地在海南。